# Krisztina Tóth (pisarka)
Krisztina Tóth (ur. 5 grudnia 1967 w Budapeszcie) – węgierska pisarka i tłumaczka.

## Życiorys
Uczyła się rzeźbiarstwa w liceum plastycznym, w 1986 zdała tam maturę. W latach 1986–1993 studiowała filologię węgierską na Uniwersytecie im. Loránda Eötvösa, podczas studiów odbyła dwuletnie stypendium w Paryżu. W latach 1994–1998 współpracowała z Instytutem Francuskim w Budapeszcie, zajmowała się również tłumaczeniem poezji francuskiej na język węgierski, nauczaniem kreatywnego pisania, a także projektowaniem witraży.

Publikuje od 1989 roku, początkowo poezję, później także prozę. W 2006 roku ukazał się jej pierwszy zbiór opowiadań Vonalkód, za który otrzymała Nagrodę Sándora Máraiego. W 2013 roku ukazała się jej pierwsza powieść, zatytułowana Akvárium.

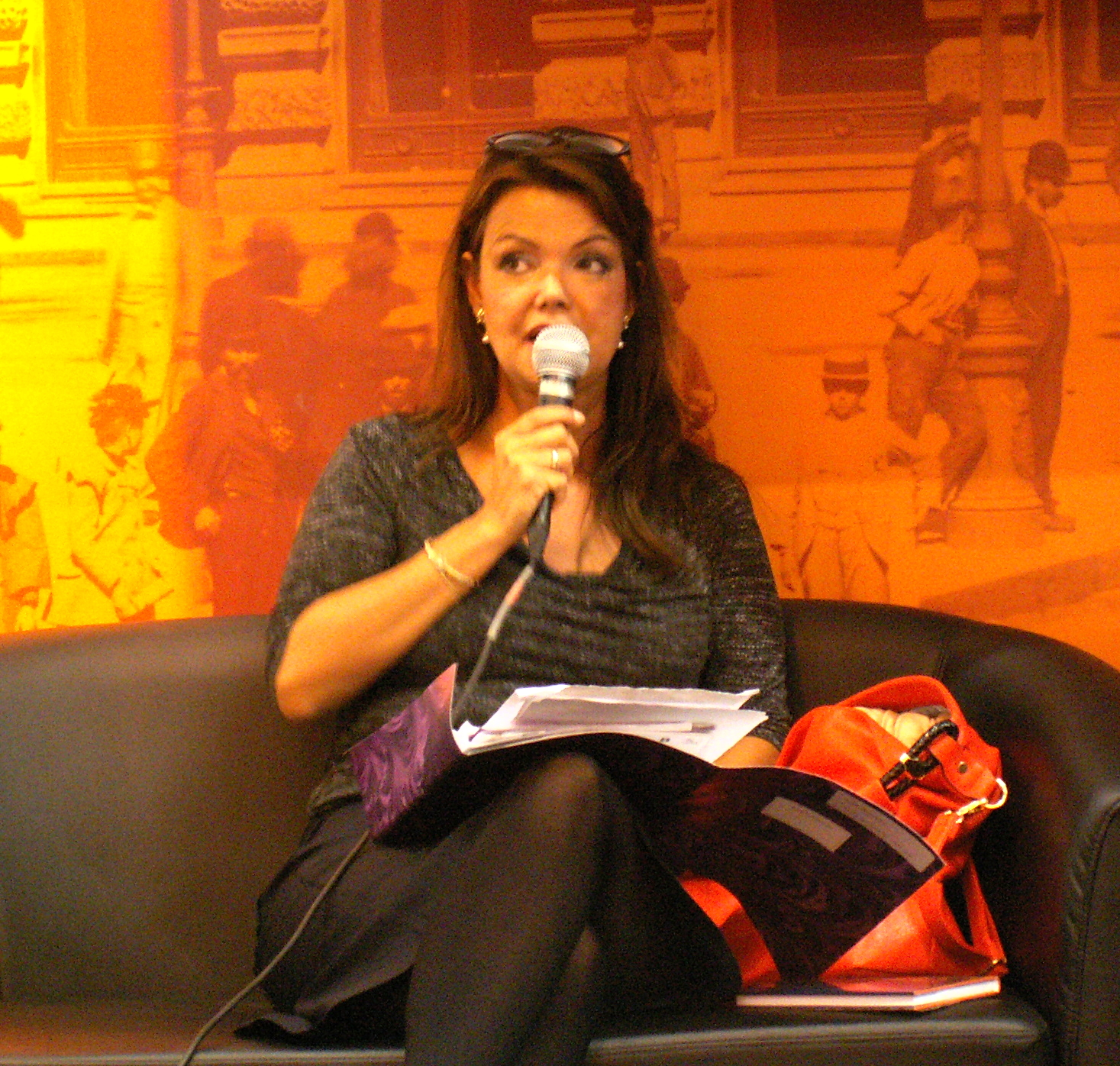
Na Targach Książki w Göteborgu (2015)

W 2021 roku w wywiadzie dla Könyves Magazin zapytana o spis lektur obowiązkowych, odpowiedziała, że usunęłaby z niego „Złotego człowieka” Móra Jókaia oraz „Bárány Boldizsár” Magdy Szabó ze względu na ukazanie w nich tradycyjnych ról kobiecych. Wypowiedź ta wywołała kontrowersje w węgierskim społeczeństwie, a autorka była nękana i obrażana.
Literatura Krystyny Tóth przekładana jest na wiele języków, w tym na francuski, niemiecki, hiszpański, czeski, bułgarski, fiński, serbski, słowacki, słoweński, polski.

## Wyróżnienia i nagrody
- Nagroda im. Attili Józsefa (2000)
- Nagroda Sándora Máraiego (2007)

## Wybrana twórczość

### Poezja
- Őszi kabátlobogás (1989)[5]
- A beszélgetés fonala (1994)[6]
- Az árnyékember (1997)
- Porhó (2001)[7]
- A londoni mackók (2003)[8]
- Állatok a tubusból (2003)[9]
- Síró ponyva (2004)[10]
- 36 fokos lázban (2005)
- Friss tinta! – mai gyerekversek (2005)
- Állatságok (2007)[11]
- Kerge ABC (2008)[12]
- Magas labda (2009)[13]

### Proza
- Fény, viszony (2004)[14]
- Alibi hat hónapra (2004/2005)
- Éjszakai állatkert (2005)[15]
- Vonalkód (zbiór opowiadań, 2006, "Linie kodu kreskowego. Piętnaście historii", tłum. na j. polski Anna Butrym, Wydawnictwo Książkowe Klimaty, 2016, ISBN 978-83-64887-51-2)
- Hazaviszlek, jó? (2009)[16]
- Pixel (2011, tłum. na j. polski Klara Marciniak, ISBN 978-83-64437-70-0)
- Akvárium (2013, powieść)[17]
- Pillanatragasztó (2014)[18]